# عاصمة السجق

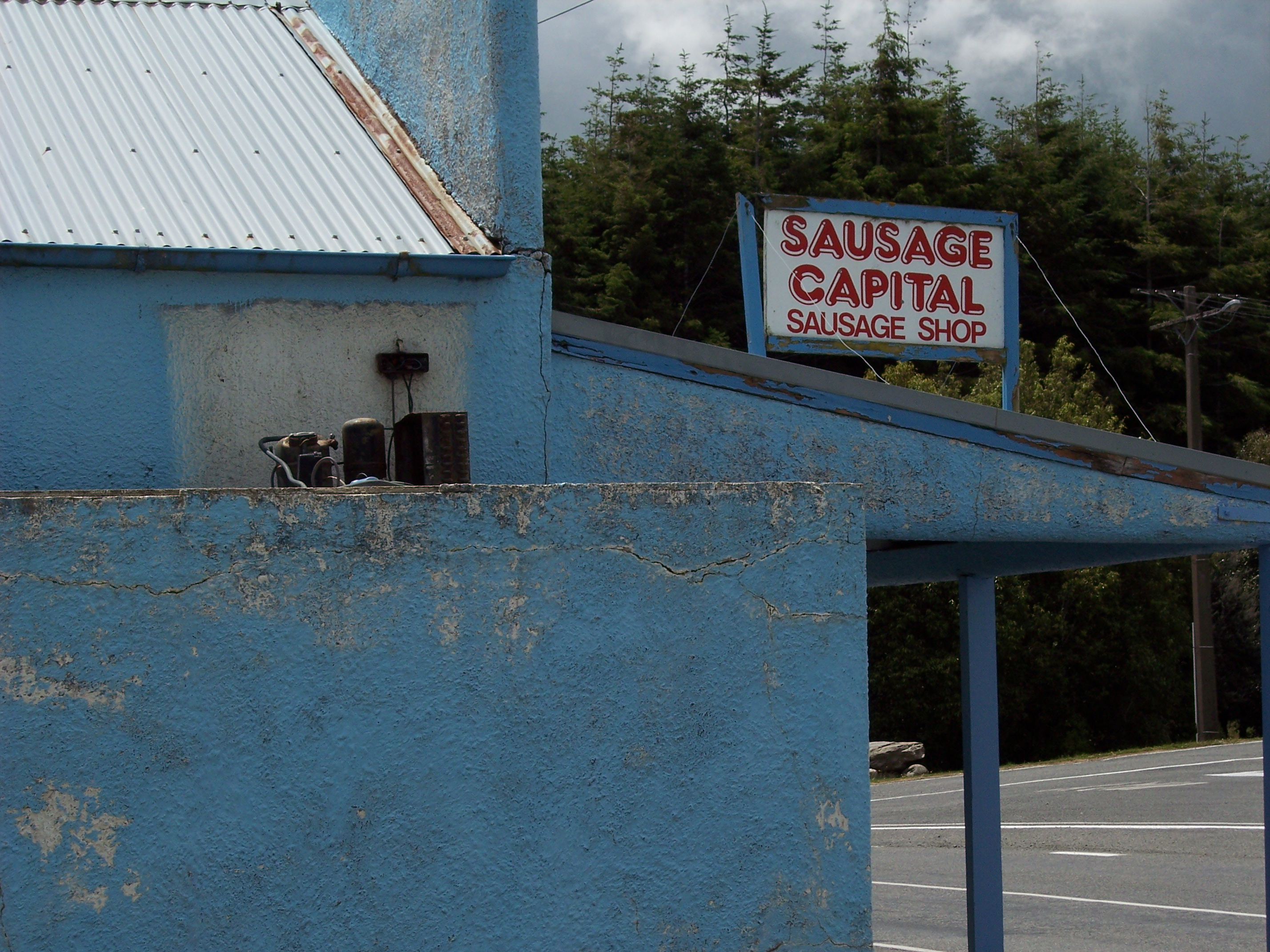
تواتابير، "عاصمة السجق العالمية" في نيوزيلندا

يحمل الكثير من المدن حول العالم اسم عاصمة السجق وتُعتبر هذه المدن أو تعتبر نفسها أفضل من يقدم السجق في منطقة ما. وعادة ما يكون مستوى الشهرة الناتج عن هذا الاسم محليًا إلى حد ما.
ويشبه استخدام هذا النوع من الألقاب أوصاف تحسين الذات مثل ألقاب عاصمة صناعة الخمور أو عاصمة الملفوف أو بيت أكبر كرة والتي تستخدمها (غالبًا) المدن الصغيرة حول العالم لجذب السياح (مع تباين النجاح في ذلك).

## المدن التي تحمل لقب «عاصمة السجق» حول العالم
- تواتابير، نيوزيلندا - «عاصمة السجق العالمية»
- إلجين، تكساس - «عاصمة السجق في تكساس»
- إيوستيس، نبراسكا - عاصمة السجق في نبراسكا"
- سان لياندرو، كاليفورنيا - «عاصمة السجق فيكاليفورنيا»
- شيكاغو، إيلينوي - «عاصمة السجق في الولايات المتحدة»